# Caulanthus heterophyllus
Caulanthus heterophyllus es una especie de planta herbácea perteneciente a la familia Brassicaceae. Es nativa de la costa del sur de California y Baja California.

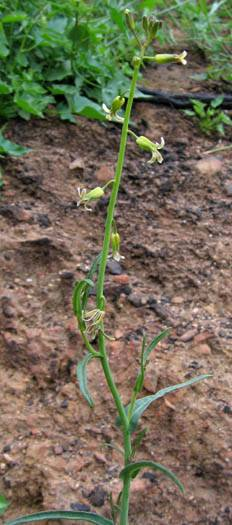
Detalle de la planta

## Descripción
Es una planta anual o bienal. Se trata de un miembro de planta de chaparral que es común en las zonas de recuperación. La planta tiene un tallo erecto que puede ser muy delgado o robusto. El tallo es largo y puntiagudo  y en la parte superior del tallo produce flores a intervalos. El término del tallo está ocupado por una inflorescencia de una a varias flores.  Cada flor es vistosa, con un color morado magenta en forma de cuerpo de urna hueco y una boca rodeada de pétalos blancos  que curvan hacia afuera. El fruto es una silicua de varios centímetros de largo que contiene semillas aladas.

## Taxonomía
Caulanthus heterophyllus fue descrita por (Nutt.) Payson  y publicado en Annals of the Missouri Botanical Garden 9(3): 298. 1922[1923].
Etimología
Caulanthus: nombre genérico que deriva del griego antiguo kaulos = "tallo"  y anthos = "flor", en referencia a la  inserción de las flores a lo largo del tallo.
heterophyllus: epíteto latino que significa "con hojas desiguales".
Sinonimia
- Caulanthus heterophyllus var. heterophyllus
- Caulanthus stenocarpus Payson
- Guillenia heterophylla (Nutt.) O.E.Schulz
- Streptanthus heterophyllus Nutt.
- Streptanthus repandus Nutt.[3]